# Hassel (Altmark)
Hassel ist eine Gemeinde im Landkreis Stendal in Sachsen-Anhalt. Sie gehört zur Verbandsgemeinde Arneburg-Goldbeck.

## Geographie

### Lage

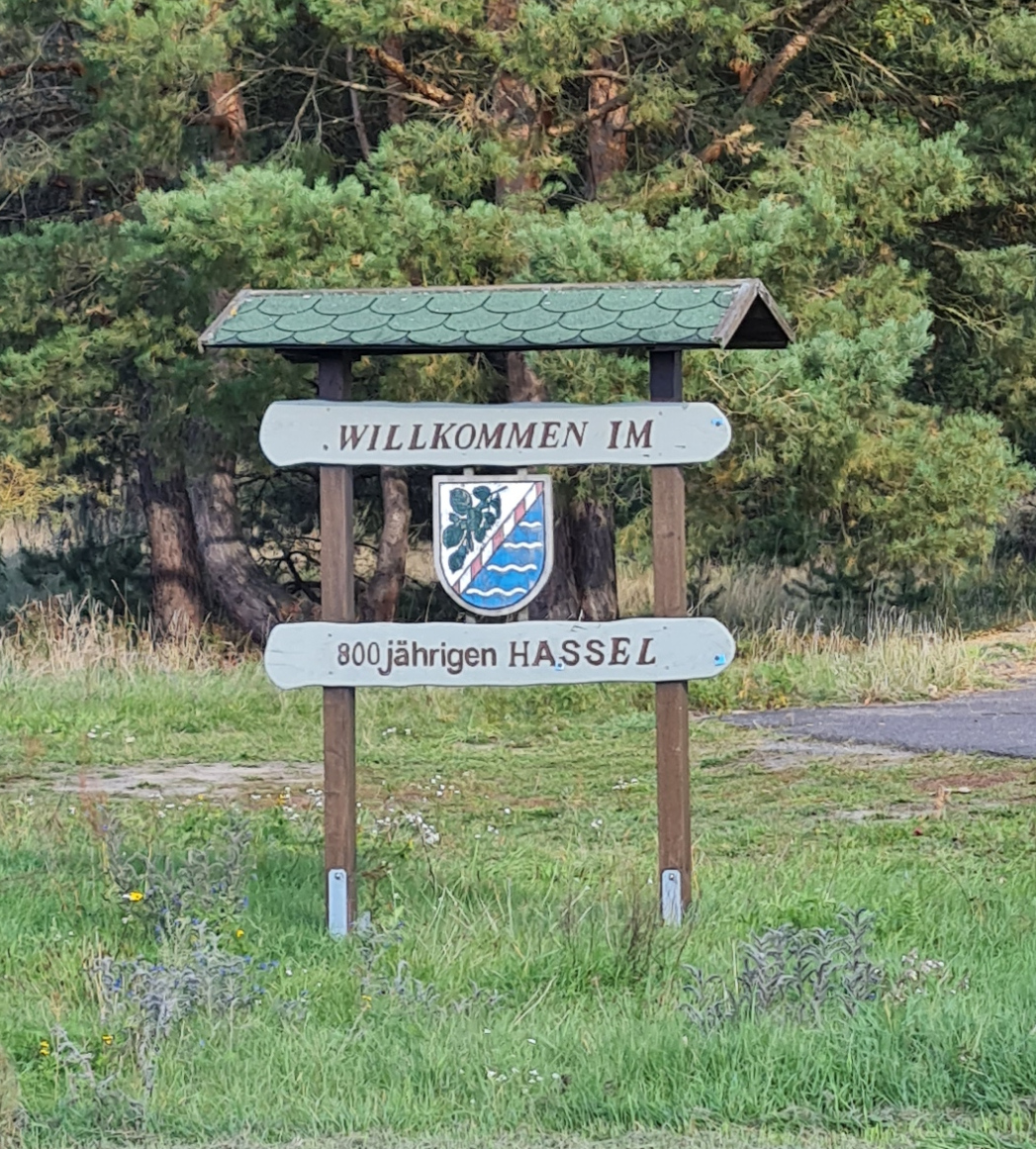
Willkommenstafel

Die Gemeinde liegt rund sieben Kilometer nordöstlich der Kreisstadt Stendal, westlich der Elbe in der Altmark.
Hassel, ein Straßendorf mit Kirche, liegt etwa 6 Kilometer nordöstlich der Innenstadt von Stendal.

### Gemeindegliederung
Zur Gemeinde Hassel gehören die Ortsteile Hassel, Chausseehaus Hassel, Wischer und Sanne mit dem Wohnplatz Rudolphital und dem Naturdenkmal Glänemäker.

## Geschichte

### Mittelalter bis Neuzeit
Im Jahre 1208 wurde ein Fredericus de Hasele in einer in Sandau ausgestellten Urkunde als Zeuge genannt. Das wird von der Gemeinde als erste urkundliche Erwähnung des Ortes gewertet. Zur 800-Jahr-Feier 2008 bekam Hassel ein eigenes Wappen. Im Jahre 1285 wird der Ort als in Hasele erwähnt. Weitere Nennungen sind 1411 by deme dorpe tho hassele, 1687 Hassell und 1804 Dorf Hassel.
Bei der Bodenreform wurden 1945 ermittelt: 37 Besitzungen unter 100 Hektar hatten zusammen 1.011 Hektar, eine Kirchenbesitzung hatte 11 Hektar. Im Jahre 1953 entstand die erste Landwirtschaftliche Produktionsgenossenschaft vom Typ III, die LPG „Rotes Banner“.

### Herkunft des Ortsnamens
Der Ortsname Hassel ist abgeleitet aus Hasel, welches sich auf die Haselnuss bezieht.

### Vorgeschichte
Das Großsteingrab Hassel ist bereits im 18. oder 19. Jahrhundert zerstört worden.
Im 20. Jahrhundert wurde von Funden medizinischer und kosmetischer Geräte auf einem kaiserzeitlichen Siedlungsgelände in der Nähe von Hassel berichtet.

### Eingemeindungen
Das Dorf gehörte bis 1807 zum Arneburgischen Kreis der Mark Brandenburg in der Altmark. Danach lag es bis 1813 im Kanton Arneburg auf dem Territorium des napoleonischen Königreichs Westphalen. Ab 1816 gehörte die Gemeinde zum Kreis Stendal, dem späteren Landkreis Stendal.
Wischer kam als Ortsteil zur Gemeinde als am 30. September 1928 der Gutsbezirk Domäne Bürs aufgelöst wurde, wobei das Hauptgut Bürs mit der Landgemeinde Bürs und das Nebengut (Vorwerk) Wischer mit der Landgemeinde Hassel vereinigt wurden.
Am 25. Juli 1952 kam Hassel zum Kreis Stendal. Seit dem 1. Juli 1994 gehört die Gemeinde zum heutigen Landkreis Stendal.
Durch einen Gebietsänderungsvertrag haben die Gemeinderäte der Gemeinden Hassel und Sanne beschlossen, dass ihre Gemeinden aufgelöst und zu einer neuen Gemeinde mit dem Namen Hassel vereinigt werden. Dieser Vertrag wurde vom Landkreis als unterer Kommunalaufsichtsbehörde genehmigt und trat am 1. Juli 2009 in Kraft.

### Einwohnerentwicklung

#### Gemeinde
| Jahr | Einwohner |
| ---- | --------- |
| 1734 | 142       |
| 1772 | 047       |
| 1790 | 136       |
| 1798 | 151       |
| 1801 | 144       |
| 1818 | 151       |
| 1840 | 163       |
| 1864 | 174       |
| 1871 | 162       |
| 1885 | 149       |
| 1892 | [00]133   |
| 1895 | 147       |

| Jahr | Einwohner |
| ---- | --------- |
| 1900 | [00]149   |
| 1905 | 157       |
| 1910 | [00]165   |
| 1925 | 313       |
| 1939 | 312       |
| 1946 | 548       |
| 1964 | 339       |
| 1971 | 366       |
| 1981 | 303       |
| 1990 | [00]265   |
| 1993 | 275       |
| 1995 | 687       |

| Jahr | Einwohner |
| ---- | --------- |
| 1996 | 808       |
| 1997 | 818       |
| 2000 | 890       |
| 2002 | 871       |
| 2006 | 862       |
| 2008 | 812       |
| 2009 | 963       |
| 2011 | 961       |
| 2014 | 951       |
| 2015 | 950       |
| 2017 | 900       |
| 2018 | 905       |

| Jahr | Einwohner |
| ---- | --------- |
| 2019 | 905       |
| 2020 | 909       |
| 2021 | 915       |
| 2022 | 925       |
| 2023 | 918       |

Quelle, wenn nicht angegeben, bis 1993 und ab 1995 bis 2023

#### Ortsteil
| Jahr      | 2014 | 2015 | 2017 | 2018 | 2020 | 2021 | 2022 | 2023 |
| Einwohner | 383  | 377  | 361  | 373  | 411  | 396  | 397  | 395  |

## Religion

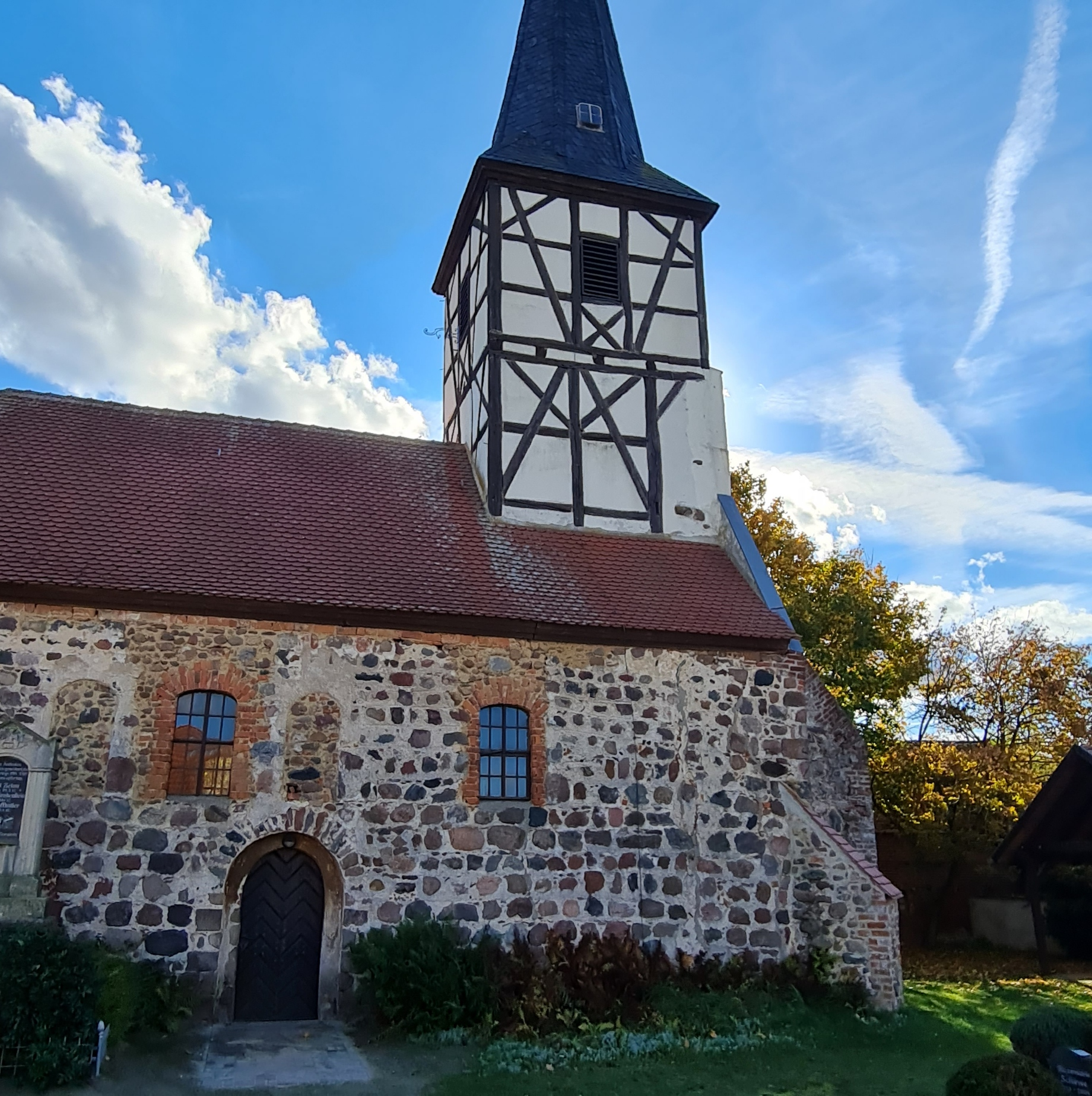
Evangelische Dorfkirche Hassel

Die Volkszählung in Deutschland 2022 zeigte, dass von den 899 Einwohnern der Gemeinde Hassel 16,5 % der evangelischen und rund 3 % der katholischen Kirche angehörten.
Die evangelischen Christen aus Hassel gehören zur evangelischen Kirchengemeinde Hassel, die früher zur Pfarrei Jarchau gehörte. Sie werden heute betreut vom Pfarrbereich Arneburg  im Kirchenkreis Stendal im Bischofssprengel Magdeburg der Evangelischen Kirche in Mitteldeutschland.
Die katholischen Christen gehören zur Pfarrei St. Anna in Stendal im Bistum Magdeburg.

## Politik

### Bürgermeister
Seit Januar 2019 ist Alf Werner Diedrich ehrenamtlicher Bürgermeister der Gemeinde. Sein Vorgänger Uwe Rihsmann war seit 2013 im Amt. Er war Ende 2018 zurückgetreten.

### Gemeinderat
Die Gemeinderatswahl am 9. Juni 2024 ergab folgendes Ergebnis:
- 4 Sitze CDU (668 Stimmen)
- je 1 Sitz für
  - Einzelbewerberin Calließ (306 Stimmen)
  - Einzelbewerber Bethge (261 Stimmen)
  - Naturfreunde Wischer (241 Stimmen)
  - Wählergemeinschaft Rudolphital für Sport und Tourismus (75 Stimmen)

Es wurde eine Frau gewählt. Von 10 Sitzen wurden nur 8 Sitze vergeben.
Der Bürgermeister ist ebenfalls Mitglied des Gemeinderats.
Von 785 Wahlberechtigten hatten 596 ihre Stimme abgegeben, die Wahlbeteiligung betrug damit 75,92 Prozent.

### Wappen
Das Wappen, das am 26. Juni 2007 durch den Landkreis genehmigt wurde, gestaltete der Magdeburger Kommunalheraldiker Jörg Mantzsch.
Blasonierung: „Schräglinks geteilt Silber über Blau und mit schräglinker, achtfach rotsilbern gespaltener Leiste belegt, oben ein belaubter grüner Haselzweig mit Blüten und Nüssen, unten vier silberne Wellenlinien.“
Der Hauptort Hassel ist im Wappen durch den Haselzweig mit charakteristischen Blüten und Früchten vertreten (beides muss dargestellt werden, um ihn symbolisch z. B. vom Hopfen zu unterscheiden).
Vom Ortsteil Chausseehaus Hassel ist bekannt, dass 1857 dort ein Schlagbaum stand. Es handelte sich um eine Chausseegeld-Hebestelle für die Benutzer der Straße nach Arneburg. Aus dieser Tatsache heraus ist der Ortsteil im Wappen durch den rot-silbernen Balken vertreten.
Der Ortsteil Wischer wurde als Ansiedlung 1345 erstmals urkundlich erwähnt. Mitte des 15. Jahrhunderts verödete der Ort und war 1506 erloschen. Im 19. Jahrhundert erfolgte eine Neubesiedlung. Ein wichtiger Wirtschaftszweig war die Sandgrube mit dem Kieswerk, woraus ein See entstand. Dieser wird intensiv zur Naherholung genutzt. Wischer wird deshalb durch die Tinktur Blau (Wasser) mit silbernen Wellenlinien symbolisiert.

### Flagge
Die Flagge ist rot-weiß (1:1) gestreift (Querformat : Streifen waagerecht verlaufend, Längsform: Streifen senkrecht verlaufend) und mittig mit dem Gemeindewappen belegt.

## Kultur und Sehenswürdigkeiten

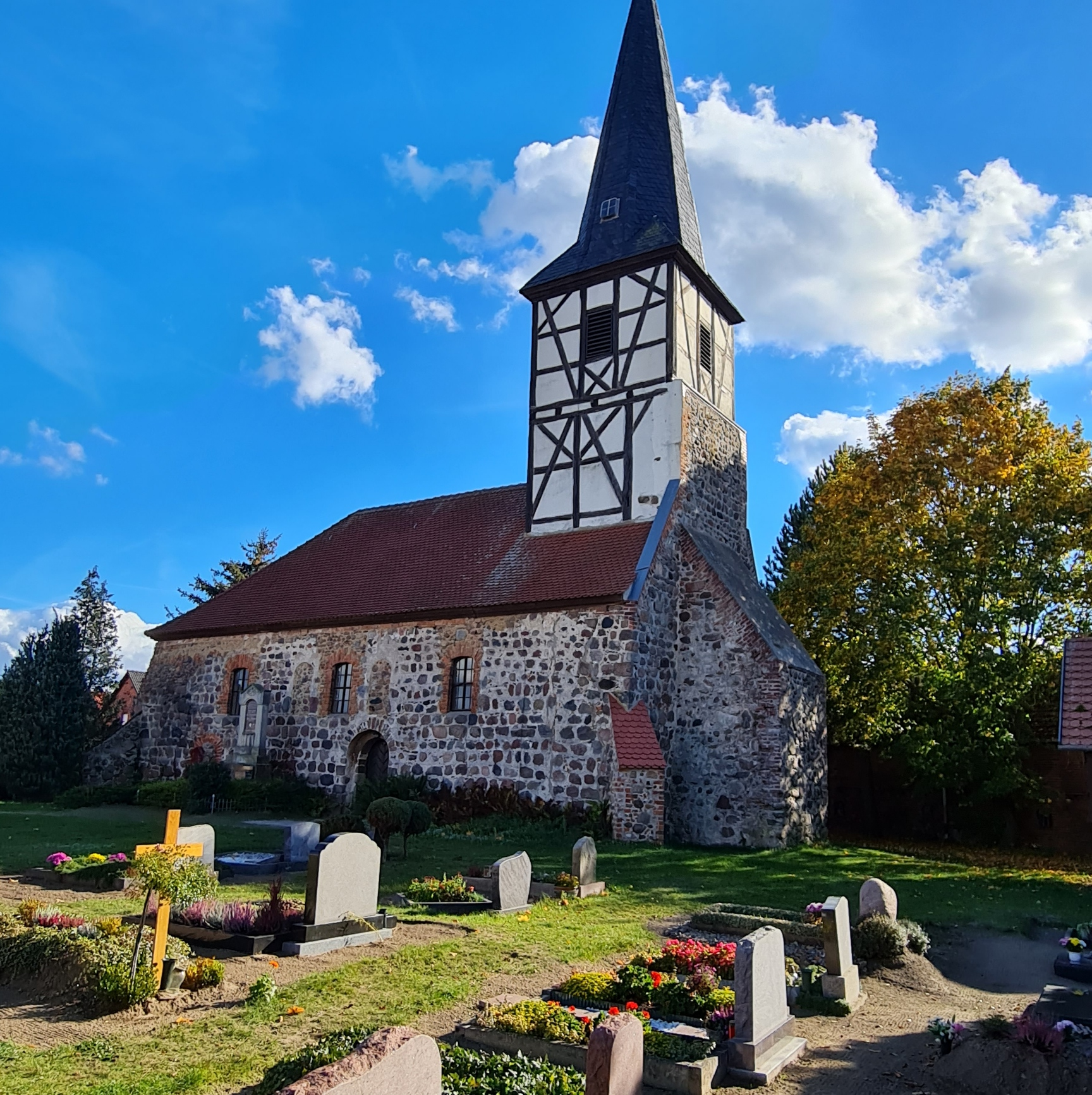
Ortsfriedhof mit Kirche

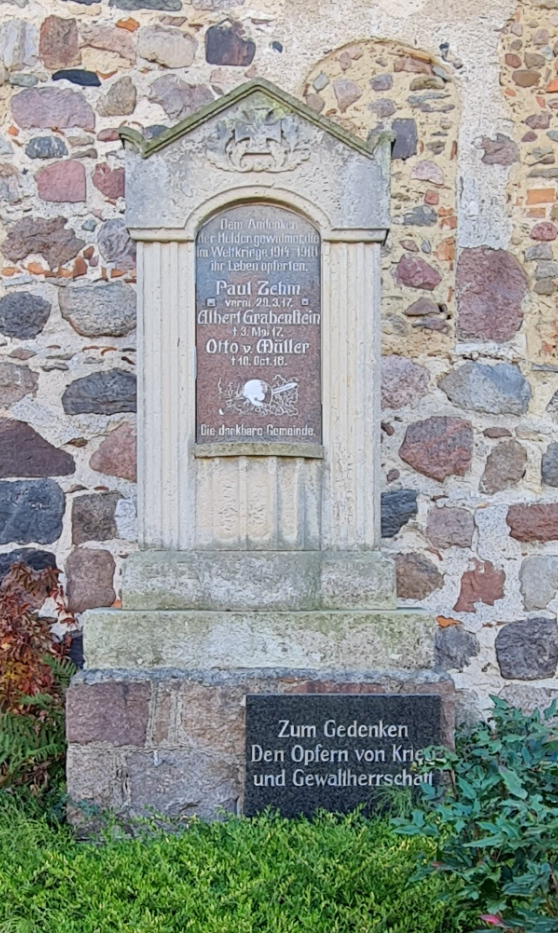
Gefallenendenkmal

- Die evangelische Dorfkirche Hassel (Altmark) ist ein zweiteiliger Findlingsbau.[30] Sie wurde 1230 von Bischof Wilhelm von Havelberg geweiht.[31] Ältestes Ausstattungsstück ist die Glocke von 1230. Der große Kanzelaltar ist von 1748 und die Westempore von 1660.[30]
- Der Ortsfriedhof befindet sich auf dem Kirchhof. Er ist mit einer Feldsteinmauer umgeben, die 1986 abgetragen und einen Meter zurückversetzt neu aufgemauert wurde.[30]
- An der Außenwand der Kirche von Hassel steht ein Denkmal für die Gefallenen des Ersten Weltkrieges mit einer zusätzlicher Gedenktafel für die Kriegsopfer des Zweiten Weltkriegs.[32]

## Wirtschaft und Infrastruktur
In Hassel gibt eine Kindertagesstätte, die Kita „Hasseler Feldmäuse“, ein Dorfgemeinschaftshaus und eine Freiwillige Feuerwehr, die vom im Jahre 2009 gegründeten Förderverein der Feuerwehr Hassel e. V. unterstützt wird.

### Verkehr
Hassel liegt an der Bahnstrecke Borstel–Niedergörne und an der früheren Bahnstrecke Hassel–Neuermark-Lübars und ist eine Ausweichanschlussstelle.

## Persönlichkeiten
- Günter Wetzel (* 1942 in Hassel), Prähistoriker